# Coleccionista (cómic)
El Coleccionista (Taneleer Tivan) es un personaje ficticio que aparece en los cómics estadounidenses publicados por Marvel Comics. Creado por el escritor Stan Lee y el artista Don Heck, el personaje apareció por primera vez en The Avengers #28 (mayo de 1966), durante la Edad de Plata de los cómics, y ha sido un antagonista recurrente en varias historias a lo largo de las décadas siguientes.
Se han adaptado diferentes versiones del personaje en varios largometrajes, series de televisión animadas, videojuegos y otras propiedades. En el Universo cinematográfico de Marvel, el personaje fue interpretado por Benicio del Toro, en las películas para Thor: The Dark World (2013) (cameo, final), Guardianes de la Galaxia (2014), Avengers: Infinity War (2018) y en la serie animada de Disney+, What If... (2021).

## Historia de publicación
El Coleccionista apareció por primera vez en Avengers #28 (mayo de 1966), siendo creado por Stan Lee y Don Heck.

## Biografía del personaje ficticio
Taneleer Tivan es uno de los Primigenios del Universo y es cercano a su compañero primigenio En Dwi Gast (el Gran Maestro). Al parecer, llegó a la autoconciencia miles de millones de años atrás, en el planeta Cygnus X-1. Él es un ser enormemente poderoso que manejó el Poder Primordial y, aunque al principio tomó el aspecto de un humano viejo, su verdadera forma es de un poderoso alienígena.
Durante millones de años, el Coleccionista vivió en un mundo desconocido, con su esposa e hija, pasando sus días en el pensamiento y la contemplación. Hace tres millones de años, cuando su esposa Matani perdió la voluntad de vivir y renunció a su inmortalidad, el Coleccionista se dio cuenta de que necesitaría un pasatiempo para mantener su cordura, y comenzó a coleccionar artefactos interesantes y formas de vida de todo el universo. Con el tiempo, su obsesión alcanzó tales alturas que coleccionaba todo lo que consideraba raro o valioso a menudo por el simple hecho de coleccionar. Por lo tanto, tiene una amplia variedad de objetos raros o únicos a su disposición.
El Coleccionista también tenía el poder de la profecía, permitiéndole prever el surgimiento de un ser lo suficientemente poderoso como para representar una amenaza para los Primigenios: Thanos. Para proteger la vida en el universo, el Coleccionista creó un museo masivo de innumerables formas de vida para mantenerlas a salvo de Thanos. Durante un tiempo, poseyó incluso una de las seis Gemas del Infinito, inconsciente de su verdadero poder, hasta que Thanos la tomó.
En algún punto durante sus miles de millones de años de vida entró en contacto con otros seres que como él son los únicos supervivientes de la primera especie del universo. A menudo se refiere a estos compañeros primigenios como hermanos aunque por lo general sólo trabajan juntos si tienen una meta en común.
En la era moderna, el Coleccionista finalmente viajó a la Tierra. Él capturó a la Avispa y buscó "coleccionar" a los otros Vengadores con la ayuda del Escarabajo, pero fue derrotado por ellos. Más tarde esclavizó a Thor, luego capturó a la Avispa y a los otros Vengadores. Restauró los poderes de cambio de tamaño de Goliat, pero luego fue derrotado por los Vengadores de nuevo. Después obligó a Iron Man a servir como su peón contra el guerrero Val-Larr. Intentó "coleccionar" a los Vengadores una vez más, en Rutland, Vermont.
En el número 197 de The Incredible Hulk ("... ¡Y Man-Thing hace tres!") Y # 198 ("¡El síndrome de Shangri-La!"), El coleccionista usa el Hombre Cosa y el Glob capturado anteriormente para capturar el Casco. Después de capturar a Hulk, el Coleccionista reflexiona sobre la captura del resto de los Vengadores originales. Hulk se escapa liberando varias de las exhibiciones de los coleccionistas. Las nuevas exposiciones gratuitas mueren desde la vejez porque ya no se conservan artificialmente por el poder de la nave del coleccionista. Man-Thing también escapa y desaparece en el pantano. El Glob permanece a bordo de la nave y aunque no se muestra, se sugiere que el Glob mata al Coleccionista. Las líneas del cómic son: "Lo que el Glob quiere aquí es bastante simple: ¡Él quiere la vida de los Coleccionistas! El grito angustiado del Coleccionista se desvanece mucho antes de que pueda filtrarse por los pasillos del museo y sin--.

### La saga Korvac
Después de que Thanos fue derrotado por los superhéroes de la Tierra, el Coleccionista previó una segunda gran amenaza; Korvac el Hombre Máquina, una monstruosidad cyborg del siglo 31 de una línea de tiempo divergente, tomando la forma de un hombre llamado Michael en la Nueva York del siglo 20. Los Vengadores también eran conscientes de una nueva amenaza, pero no sabían su identidad. En un intento por protegerlos, el Coleccionista añadió algunos de ellos a su colección y probablemente estaba planeando conseguir su ayuda, cuando un segundo grupo de Vengadores apareció y le derrotó en combate. Después de la derrota, el Coleccionista permaneció recluido hasta que un humano llamado Peter Tran de Avondale lo convocó a la tierra. 
Sintiendo que su fin estaba cerca, el Coleccionista reveló que después de haber sabido de Korvac, había convertido a su propia hija, Carina, en una espía y arma viviente para usar contra el Hombre Máquina, impregnándola con el Poder Primordial. Justo cuando estaba a punto de decirle a los héroes quién era su enemigo, Michael se enteró de su duplicidad y usó sus poderes cósmicos para explotar al Coleccionista en átomos, demostrando que la predicción del propio fin del erudito anciano es correcta.

### 1980s
En la miniserie de 1982, Marvel Súper Héroe Concurso de Campeones, el Primigenio conocido como el Gran Maestro jugó un juego llamado el Concurso de Campeones con la Muerte, lo que resultó en la Muerte resucitando a su compañero Primigenio el Coleccionista. El Coleccionista capturó a Marrina, luego peleó con Alpha Flight y Spider-Man. Él ayudó al Gran Maestro al engañar a los Vengadores para que entren en el reino de la Muerte.

### 1990s
El Coleccionista también ayudó a sus compañeros primigenios en un plan para matar a Galactus y recrear el universo, pero fue frustrado por la Estela Plateada y consumido por Galactus. Dado que la Muerte había prometido que los Primigenios ya no podían morir, causaron que Galactus tuviera "indigestión cósmica" hasta que fueron expulsados de él por el Amo del Orden y el Señor del Caos. El Coleccionista fue uno de los cuatro primigenios que ayudaron a Estela Plateada y Nova en ayudar a Galactus a derrotar al Intermediador. Una vez que la batalla había terminado los cinco primigenios utilizaron sus Gemas del Infinito para viajar instantáneamente muy lejos de Galactus y su venganza. Más tarde le dio su gema del infinito a Thanos a cambio del Corredor, a quien Thanos mantenía cautivo. El Corredor venció al Coleccionista después de su liberación.
El Coleccionista reapareció cuando los Vengadores combatieron a Thane Ector y la Cofradía, que se señaló que habían escapado de la colección del Coleccionista. Entonces se señaló más tarde que el Coleccionista había planeado todo esto, pretendiendo que la Cofradía arrasara a la tierra para que pudiera "coleccionar" los humanos supervivientes. Fue en este punto que mostró su verdadera forma a los Vengadores y se observó que es muy poderoso, lo suficiente como para someter a Thane Ector. El Coleccionista fue finalmente frustrado por los Vengadores y la Uni Mente de la Cofradía.
El Coleccionista después utilizó a la Agencia de Recaudación y a Estela Plateada como peones para capturar un virus que causaba locura.

### 2000s
El Coleccionista se ha involucrado con Galactus una vez más, cuando esta última entidad deseó devorar uno de los mundos que contenían muchas de las entidades que el Coleccionista había tomado. Entre ellos estaban los Saqueadores Estelares y Wolverine.
El Coleccionista más tarde hace una apuesta con el Gran Maestro que pone a su equipo de Defensores (Hulk, el Doctor Extraño, Namor, y Estela Plateada) contra el equipo del Coleccionista de Ofensores (que comprenden al Hulk Rojo, el Barón Mordo, Tiburón Tigre, y Terrax). El juego hace que Hulk gane la victoria y el Coleccionista cumple con los términos del juego, dándole a Hulk el cuerpo sin vida de Jarella.

### 2010s
Ocho meses después de los eventos de Secret Wars como parte del evento All-New, All-Different Marvel se muestra al Coleccionista a cargo de Battlerealm, la pequeña parte sobreviviente de Battleworld. Se involucra en un nuevo Concurso de Campeones con el Gran Maestro, y el premio es un antiguo artefacto cósmico llamado Iso-Sphere.
Cuando el martillo del Ultimate Thor cayó sobre Asgard después de que Battleworld hubiera sido borrado, el Coleccionista tomó todo el Asgard actualmente abandonado en su poder cuando descubrió que él mismo no podía levantar el martillo. Cuando Thor vino a investigar los rumores de la existencia del martillo, el Coleccionista tomó a Thor como prisionero, amenazando con matar a otros alienígenas en su colección a menos que Thor le dijera el "secreto" de cómo evitar el encantamiento digno. Luego se encuentra con Proxima Midnight y Black Swan, quienes fueron enviados por Thanos para recuperar el martillo. Después de Odinson, Beta Ray Bill, el animal doméstico de la cabra de Odinson, Toothgnasher y el Helhound Thori, escapan y luchan contra su ejército, el Recolector intenta recobrar a Odinson, solo para que él se libere y agarre el martillo. Odinson elige no reclamar el martillo, pero él y Bill pueden canalizar su poder para devolver a Asgard a su verdadero lugar, diezmando simultáneamente las fuerzas del Coleccionista, lo que lo obliga a matar a su último soldado para que pueda tener el placer de destruyendo algo único.

## Poderes y habilidades
El Coleccionista posee la habilidad de manipular la energía cósmica para una variedad de efectos, incluyendo proyectar haces de fuerza de conmoción, y el aumento de su tamaño y masa (y por lo tanto su fuerza física) a voluntad. También posee habilidades de cambiar de forma limitadas. Sus habilidades precognitivas le dan breves visiones del futuro alternativo, aunque debe meditar durante largos períodos de tiempo para identificar a los individuos que ve en la visión y su aparente punto en el tiempo. Él tiene habilidades telepáticas que le permiten hacer contacto limitado con la mente de los otros primigenios. Debido a un voto de la Muerte, el Coleccionista y todos los primigenios no pueden morir y son efectivamente inmortales.
El Coleccionista tiene un vasto conocimiento y comprensión de la ciencia y la tecnología avanzadas de los numerosos mundos extraterrestres, así como colecciones de dispositivos y artefactos de esos mundos. Su armadura de batalla está hecha del metal alienígena etherion, que amplifica la fuerza del usuario a niveles sobrehumanos, y tiene chorros que le permiten volar. Él utiliza distintas armas de muchas épocas y mundos diferentes. Entre su arsenal del pasado de la Tierra hay catapultas, bolas de cristal tibetanas que emiten rayos místicos y frijoles mágicos que pueden conjurar guerreros gigantes. Él posee una lámpara mágica que puede convocar a un djinn de cuatro cabezas con poderes místicos. Sus "cajas" son "trampas interdimensionales" rectangulares que pueden debilitar la fuerza o la cordura de la víctima. Otras armas incluyen gigantescos guardias robot, un rayo paralizante, y rayos de éxtasis. El Coleccionista también tiene zoológicos de bestias alienígenas que puede liberar para atacar a sus adversarios. Entre éste está Ojos de Serpiente, una enorme serpiente alienígena con poderes hipnóticos. Otros objetos en su colección incluyen la Poción de Obediencia con la que el Coleccionista puede obligar a una víctima humana a hacer su voluntad; y el Visor Cósmico, con el que puede controlar los eventos en varios mundos; un dispositivo de traducción/control Kymeliano parecido a una flauta, con el que puede comunicarse con otros seres vivos, y una sonda de tiempo que le permita encontrar y adquirir artefactos de otros períodos de tiempo. Él utiliza naves espaciales que guardan los museos de sus colecciones, un Asimilador Temporal que permite viajes en el tiempo, "alfombras voladoras" persas y una "capa voladora" que le permite volar. Anteriormente poseía la Gema del Infinito que podía controlar la realidad, pero no entendía su poder.

## Otras versiones
- El Coleccionista aparece en el número 4 de Marvel Super Hero Squad.[27]

- El Coleccionista aparece en la serie animada The Avengers: United They Stand #6-7. Él elige conservar una buena población de la Tierra ya que siente que el planeta está a punto de terminar. Aunque los Vengadores escapan, algunos ciudadanos de la Tierra prefieren quedarse con El Coleccionista.

## En otros medios

### Televisión
- El Coleccionista apareció en su episodio homónimo en Hulk and the Agents of S.M.A.S.H., con la voz de Jeff Bennett.[28][29] En el episodio 4, Él llega a la Tierra, donde empieza a coleccionar héroes de la Tierra, incluidos los Vengadores, los Cuatro Fantásticos, Howard el pato, Wolverine, y los Agentes de S.M.A.S.H. (A-Bomb, Hulk Rojo, She-Hulk y Skaar). Esto continuó hasta que Hulk y Spider-Man se quedan. Trazan las sondas responsables de los secuestros a una nave espacial en órbita, donde encuentran a los superhéroes en burbujas de éxtasis. Coleccionista llega y se presenta ante ellos, donde afirma que ha estado investigando a los héroes de la Tierra y consideró a Spider-Man y Hulk indignos de estar en su colección debido a que los medios los califican como amenazas. Coleccionista les expulsa en el conducto de basura donde lograron escapar. Como Coleccionista entra en la segunda fase de sus planes, Hulk libera a su equipo para ayudar a combatir al Coleccionista. Coleccionista envía sus sondas para atrapar a los héroes escapados de manera que Coleccionista pueda trabajar en su plan para "hacer su colección invaluable." Los Agentes de S.M.A.S.H. se da cuenta de que Coleccionista planea hacer esto haciendo explotar la Tierra. Hulk Rojo y A-Bomb trabajan para desarmar la bomba de Coleccionista mientras que Hulk y Spider-Man se enfrentan a Coleccionista (que todavía considera a Hulk y Spider-Man indignos). Coleccionista crece en tamaño y agarra a Hulk y Spider-Man en sus manos. Cuando Hulk habla del "verdadero yo heroico" de Spider-Man, Coleccionista suelta a Hulk, ahora viendo a Spider-Man como una parte digna de su colección. Coleccionista se sorprende al ver que Spider-Man es un adolescente (durante lo cual la cara de Peter Parker fue pixelada) como Hulk saca de un golpe a Spider-Man de las manos de Coleccionista. Después que She-Hulk y Skaar, teletransportan a los otros héroes fuera de la nave, Coleccionista sigue en su nave mientras su nave explota por la bomba (que Hulk Rojo y A-Bomb no lograron desarmar y sin saberlo atraparon). Coleccionista apenas logra salir de la nave antes de que explote mientras da un mensaje holográfico a los Agentes de S.M.A.S.H. (para Hulk y Spider-Man que si son dignos) que volverá un día y los coleccionará antes de coleccionar al resto de los héroes de la Tierra. También aparece nuevamente en el episodio 23 (Navidad), "Un Golpe Maravilloso", cuando captura a los 5 Hulks junto a los Guardianes de la Galaxia, haciendo creer que están en un mundo mejor, descubren que son ilusiones virtuales y al liberarse, el Coleccionista les dispara con un extraño rayo, pero le cae a sí mismo cambiando de actitud bondadosa, haciendo que él los envíe de nuevo a la Tierra.
- El Coleccionista aparece también en la tercera temporada de Ultimate Spider-Man.[30] nuevamente con la voz nuevamente de Jeff Bennett.[29] En los episodios finales de "Concurso de Campeones", El y su hermano mayor, el Gran Maestro tienen un concurso para determinar el destino de la Tierra. El Coleccionista utiliza a los héroes (con Spider-Man siendo su favorito), mientras que el Gran Maestro utiliza los villanos. El Coleccionista ha tenido una historia de perder contra su hermano mayor y le faltaba confianza para ganarle, pero está convencido de Spider-Man que lo puede superar:
  -     - En la parte 1, durante un juego de último hombre de pie, El Coleccionista utiliza a Spider-Man, Hulk y Iron Man, mientras que el Gran Maestro utiliza Kraven el Cazador, Molten Man y Rey Wendigo; Spider-Man logra triunfar contra los tres villanos después que fueron derrotados Hulk y Iron Man.
    - En la parte 2, usa nuevamente a Spider-Man y usando al Capitán América, Puño de Hierro y Hulk Rojo y mientras que el Gran Maestro utiliza al Hombre de Arena, Ymir y Blastaar; Spider-Man triunfa nuevamente después que fueron derrotados el Capitán América, Puño de Hierro y Hulk Rojo; y nuevamente él usa Spider-Man pero con Black Widow, Power Man y Skaar y su hermano usa al Doctor Octopus, el Hombre Absorbente y Zzzax; y Spider-Man y la Viuda Negra triunfan después que fueron derrotados Power Man y Skaar.
    - En la parte 3, el Coleccionista usa a Spider-Man y usando a Thor, el Agente Venom y la Araña de Hierro y el Gran Maestro usa a Attuma, Terrax y Annihilus, pero cambia cuando Spider-Man usa señuelos robots para que el Agente Venom y la Araña de Hierro fueran a la nave y el Coleccionista al saber de esto, usa a She-Hulk, A-Bomb y Hawkeye para sustituirlos en ayudar a Thor. Pero cuando las cosas no salieron tan bien, el Coleccionista perdió y el Gran Maestro ganó y se lleva como premio la ciudad de Nueva York.
    - En la parte 4, los equipos del Coleccionista hasta con Spider-Man y luchan con diferentes supervillanos y, finalmente, el Gran Maestro a sí mismo por un partido final. Como parte de acuerdo para el ganador, el Coleccionista se compromete a dejar de recoger las cosas de la Tierra y en lugar es interesado en experiencias, relaciones y conexiones con otras personas después de presenciar a la Tía May sobre su identidad de Peter como Spider-Man durante su lucha. Él se niega a tener una revancha con su hermano mayor para evitar más conflictos.
- El Coleccionista aparece en Guardianes de la Galaxia con la voz de Tom Kenny.[29]
  - En la primera temporada, episodio 3, "Uno en un Millón como tú", Él trae a los Guardianes de la Galaxia y su nave Milano en su nave. El ofrece para contar con los Guardianes de la Galaxia, donde los cristales necesarios para alimentar el Crypto-Map a cambio de que él toma prestado a Rocket Raccoon. Rocket, sentirse poco apreciado por los tutores y se deje llevar por los recursos en el laboratorio del Coleccionista, acepta quedarse. Star-Lord se apunta a un asteroide mientras que las ganancias de Rocket en acceso al laboratorio. Lo que nadie sabe es que el Coleccionista quería en secreto a Rocket en su colección que se le debe de ser el último de su especie. Después de haber creado un robot, Rocket se encuentra incapaz de dejar el laboratorio debido al Coleccionista, un dispositivo especial puesto en él para que puede ser parte de su zoológico. Cuando el resto de los Guardianes de la devolución con la galaxia y luchar contra el Coleccionista, Rocket Raccoon logró liberarse y termina liberando a las otras criaturas alienígenas incluyendo a Fin Fang Foom. Al ser atrapado por Fin Fang Foom, Collector se ofreció a no atacar a otras especies alienígenas a cambio de que los Guardianes de la Galaxia abandonaran su nave y nunca regresaran. Star-Lord acepta el trato a cambio de que él le diga dónde pueden encontrar más cristales. Luego, el coleccionista sigue en secreto a los Guardianes de la Galaxia para permitirles encontrar la semilla de la estrella para él. En el episodio "Space Cowboys", los Guardianes de la Galaxia se encuentran con Collector en Knowhere. El coleccionista planea prestarles un Generador Repulsar para superar una tormenta de gravedad a cambio de entregar Moombas a su hermano, el Gran Maestro en Conjunción, mientras les dice que no les den nada más que hierba, o de lo contrario explotarán. Más tarde, Star-Lord encontró un metal en el Moomba alfa que contenía un mensaje pregrabado para el Gran Maestro que guía a los Guardianes de la Galaxia para descubrir que el Coleccionista planeaba explotar la Conjunción. El Gran Maestro contrató a los Ravagers de Yondu para llevar a los Moombas de vuelta al Coleccionista en Knowhere. Durante el conflicto entre los Guardianes, la Galaxia y los Ravagers, el Cuerpo de Nova llegó donde Cosmo el perro espacial declaró que el Coleccionista estaba detrás del tráfico. El Coleccionista tuvo que desaprobar esto y escapó.
  - En la segunda temporada, episodio 20, "Buenas y Malas Personas", captura a Adam Warlock al entrar en contacto con Yondu, para extraerle su gema oscura, pero al llegar los Guardianes de la Galaxia libera sus monstruos, hasta que es derrotado por Warlock y atacado por sus criaturas.

### Universo cinematográfico de Marvel
Taneleer Tivan / El Coleccionista aparece en un set de medios en el universo cinematográfico de Marvel (MCU), interpretado por Benicio del Toro:
- En una de las escenas poscréditos de Thor: The Dark World (2013),[31] Sif y Volstagg le dan al Coleccionista el Aether para que lo guarde en su colección, explicando con el Teseracto ya en Asgard, alegando que no quieren guardar dos Gemas del Infinito una cerca de la otra. Al salir, el Coleccionista comenta, "Una menos, faltan cinco."[32]
- En Guardianes de la Galaxia (2014),[33] el Coleccionista contacta a Gamora con una oferta para comprar un orbe que contiene una tercera Gema del Infinito. Sin embargo, cuando lo recibe, su esclava Carina intenta usarlo, provocando una reacción que la desintegra y destruye su galería. En una escena posterior a los créditos, el coleccionista toma una copa con Howard el pato y Cosmo el perro espacial.
- En la película Avengers: Infinity War (2018),[34] el Coleccionista apareció como una ilusión que Thanos creó usando el Aether después de convertirlo en la Gema de la Realidad. El destino final del primero no se muestra en la pantalla, pero según Del Toro, el personaje sobrevivió a los eventos de la película.[35]
- Una versión alternativa de la línea de tiempo de Tivan aparece en la serie animada de Disney+ What If...? (2021), episodio "¿Qué pasaría si... T'Challa se convirtiera en un Star-Lord?", con la voz de Benicio del Toro.[29] Esta versión se convirtió en el "capo más despiadado del inframundo intergaláctico" después de llenar un vacío de poder luego de que Thanos se reformara de sus formas genocidas. Tivan también reclutó al Orden Negro como guardaespaldas y seguridad.

### Videojuegos
- El Coleccionista aparece en Disney Infinity: Marvel Super Heroes.[36]
- El Coleccionista es un personaje no jugable en Marvel: Contest of Champions, donde trabaja bajo el mando de Maestro para ejecutar el concurso en un universo de bolsillo llamado Battlerealm.
- El Coleccionista aparece como un personaje jugable en Lego Marvel's Avengers, una vez más interpretado por Jeff Bennett.
- El Coleccionista aparece en Guardians of the Galaxy: The Telltale Series. Él es atendido por un representante extranjero llamado Vylla (con la voz de Erin Yvette).
- El Coleccionista aparece en el videojuego de cartas coleccionables Marvel Snap.

### Parque Temático
El Coleccionista aparece en Guardians of the Galaxy – Mission: Breakout!, una atracción de Disney California Adventure Park con Benicio del Toro retomando su papel de las películas. En la atracción, el Coleccionista ha capturado a los Guardianes de la Galaxia y los ha exhibido en su colección.